# Terrier-Rouge
Terrier-Rouge (em crioulo, Tèrye Wouj), é uma comuna do Haiti, situada no departamento do Nordeste e no arrondissement de Trou-du-Nord. De acordo com o censo de 2003, sua população total é de 25.000 habitantes.